# Vallentuna
Vallentuna este un oraș în Suedia.

## Demografie
| \| Evoluția demografică a zonei urbane Vallentuna, 1970–2015 \| Evoluția demografică a zonei urbane Vallentuna, 1970–2015 \| Evoluția demografică a zonei urbane Vallentuna, 1970–2015 \| Evoluția demografică a zonei urbane Vallentuna, 1970–2015 \| Evoluția demografică a zonei urbane Vallentuna, 1970–2015 \| \| --------------------------------------------------------------------------------------- \| --------------------------------------------------------- \| --------------------------------------------------------- \| --------------------------------------------------------- \| --------------------------------------------------------- \| \| An \| \| \| Locuitori \| \| \| 1970 \| 1970 \| \| 8.823 \| 8.823 \| \| 1975 \| 1975 \| \| 10.477 \| 10.477 \| \| 1980 \| 1980 \| \| 18.435 \| 18.435 \| \| 1990 \| 1990 \| \| 22.745 \| 22.745 \| \| 1995 \| 1995 \| \| 23.727 \| 23.727 \| \| 2000 \| 2000 \| \| 24.755 \| 24.755 \| \| 2005 \| 2005 \| \| 26.520 \| 26.520 \| \| 2010 \| 2010 \| \| 29.519 \| 29.519 \| \| 2015 \| 2015 \| \| 31.937 \| 31.937 \| \| Sursa: SCB - Statistika Centralbyrån, Folkmängden per tätort. Vart femte år 1960 - 2016 \| \| \| \| \| |      |  |           |        |
| Evoluția demografică a zonei urbane Vallentuna, 1970–2015 |      |  |           |        |
| An |      |  | Locuitori |        |
| 1970 | 1970 |  | 8.823     | 8.823  |
| 1975 | 1975 |  | 10.477    | 10.477 |
| 1980 | 1980 |  | 18.435    | 18.435 |
| 1990 | 1990 |  | 22.745    | 22.745 |
| 1995 | 1995 |  | 23.727    | 23.727 |
| 2000 | 2000 |  | 24.755    | 24.755 |
| 2005 | 2005 |  | 26.520    | 26.520 |
| 2010 | 2010 |  | 29.519    | 29.519 |
| 2015 | 2015 |  | 31.937    | 31.937 |
| Sursa: SCB - Statistika Centralbyrån, Folkmängden per tätort. Vart femte år 1960 - 2016 |      |  |           |        |